# Lyle Foster
Lyle Foster, né le 3 septembre 2000 à Soweto, est un footballeur international sud-africain qui joue au poste d'attaquant au Burnley FC.

## Biographie

### En club
Promu au sein de l’équipe première des Orlando Pirates pour la saison 2017-2018, Foster figure parmi les 60 jeunes joueurs les plus prometteurs du journal anglais The Guardian.

#### Orlando Pirates
Il joue son premier match professionnel en entrant en jeu face Maritzurg United le 15 septembre 2017. Il marque son premier but en professionnel lors d' un match nul 1 partout face à Polokwane City le 20 janvier 2018.

#### AS Monaco (depuis 2019)
Le 2 janvier 2019, après avoir réussi avec succès les tests du staff monégasque, il s'engage avec l'AS Monaco, pour 1,2 million d' euro, où il intègre dans un premier temps l'équipe réserve. Il joue son premier match sur le rocher le 9 août 2019 lors de la première journée de Ligue 1, titulaire 45 minutes face à l'Olympique lyonnais (défaite 3-0). Remplaçant il joue 17 minutes le week-end suivant face à Metz (défaite sur le même score).

#### Prêt au Cercle Bruges (2019-2020)
Le 30 août 2019, il est prêté pour une saison au Cercle Bruges, club filiale de l'ASM. Il joue son premier match professionnel en  entrant en jeu face à La Gantoise le 1er novembre 2019. Il connaît sa première titularisation avec la formation belge le 21 novembre 2019 face au Royal Antwerp (titulaire 71 minutes). Le 7 décembre 2019 il délivre une passe décisive pour Thibo Somers face au Racing Genk. Le 21 décembre 2019 il marque son premier but en Belgique en participant à la victoire 2-0 de son équipe face à Zulte Waregem.

#### Vitória SC (depuis 2020)
Le 13 août 2020, il signe un contrat de cinq ans avec le Vitória Sport Clube.  

### En équipe nationale
Il reçoit sa première sélection en équipe d'Afrique du Sud le 3 juin 2018, contre Madagascar. Ce match perdu après une séance de tirs au but rentre dans le cadre de la Coupe COSAFA 2018. Les joueurs sud-africains se classent cinquième de ce tournoi.

## Statistiques
| Saison                | Club                     | Championnat           | Championnat | Championnat | Coupe nationale | Coupe nationale | Coupe de la Ligue | Coupe de la Ligue | Compétition(s) continentale(s) | Compétition(s) continentale(s) | Compétition(s) continentale(s) | Total | Total |
| Saison                | Club                     | Division              | M.          | B.          | M.              | B.              | M.                | B.                | Comp.                          | M.                             | B.                             | M.    | B.    |
| 2017-2018             | Orlando Pirates          | ABSA Premiership      | 9           | 1           | 2               | 0               | -                 | -                 | -                              | -                              | -                              | 11    | 1     |
| 2018-2019             | Orlando Pirates          | ABSA Premiership      | -           | -           | -               | -               | -                 | -                 | C1                             | -                              | -                              | 0     | 0     |
| Sous-total            | Sous-total               | Sous-total            | 9           | 1           | 2               | 0               | 0                 | 0                 | -                              | 0                              | 0                              | 11    | 1     |
| 2018-2019             | AS Monaco                | Ligue 1               | -           | -           | -               | -               | -                 | -                 | -                              | -                              | -                              | 0     | 0     |
| 2019-2020             | AS Monaco                | Ligue 1               | 2           | 0           | -               | -               | -                 | -                 | -                              | -                              | -                              | 2     | 0     |
| Sous-total            | Sous-total               | Sous-total            | 2           | 0           | 0               | 0               | 0                 | 0                 | -                              | 0                              | 0                              | 2     | 0     |
| 2019-2020             | Cercle Bruges KSV (prêt) | Jupiler Pro League    | 18          | 1           | 1               | 0               | -                 | -                 | -                              | -                              | -                              | 19    | 1     |
| Sous-total            | Sous-total               | Sous-total            | 18          | 1           | 1               | 0               | 0                 | 0                 | -                              | 0                              | 0                              | 19    | 1     |
| 2020-2021             | Vitória SC               | Liga NOS              | -           | -           | -               | -               | -                 | -                 | -                              | -                              | -                              | 0     | 0     |
| Sous-total            | Sous-total               | Sous-total            | 0           | 0           | 0               | 0               | 0                 | 0                 | -                              | 0                              | 0                              | 0     | 0     |
| Total sur la carrière | Total sur la carrière    | Total sur la carrière | 29          | 2           | 3               | 0               | 0                 | 0                 | -                              | 0                              | 0                              | 32    | 2     |

### Liste des matchs internationaux
| Matchs internationaux de Lyle Foster | Matchs internationaux de Lyle Foster | Matchs internationaux de Lyle Foster          | Matchs internationaux de Lyle Foster | Matchs internationaux de Lyle Foster | Matchs internationaux de Lyle Foster | Matchs internationaux de Lyle Foster                              |
|                                      | Date                                 | Lieu                                          | Adversaire                           | Résultat                             | Compétition                          | Notes                                                             |
| ------------------------------------ | ------------------------------------ | --------------------------------------------- | ------------------------------------ | ------------------------------------ | ------------------------------------ | ----------------------------------------------------------------- |
| 1.                                   | 3 juin 2018                          | Stade Peter-Mokaba, Polokwane, Afrique du Sud | Madagascar                           | 0 - 0 (3 tab 4)                      | Coupe COSAFA 2018                    | Entré en jeu à la place de Taariq Fielies à la 85e minute de jeu. |
| 2.                                   | 5 juin 2018                          | Stade Peter-Mokaba, Polokwane, Afrique du Sud | Namibie                              | 4 - 1                                | Coupe COSAFA 2018                    | Entré en jeu à la place de Ryan Moon à la 82e minute de jeu.      |
| 3.                                   | 8 juin 2018                          | Stade Peter-Mokaba, Polokwane, Afrique du Sud | Botswana                             | 3 - 0                                | Coupe COSAFA 2018                    | Entré en jeu à la place de Ryan Moon à la 80e minute de jeu.      |

## Palmarès

### En club
- Burnley FC
  - Champion d'Angleterre de deuxième division en 2023 et 2025.